# Ян Бейзат із Мокрського
Ян званий «Бейзат» із Мокрського, Ян Мокрський гербу Єліта (нар. бл. 1420 — пом. 1465) — державний діяч Королівства Польського, хорунжий краківський (1442—1460), надвірний маршалок (1442, 1449—1461), каштелян вішьлицький (1462—1465).

## Життєпис
Народився Ян близько 1420 року, був наймолодшим у сім'ї каштеляна радомського Клеменса Єлітко-Коморніцького з Мокрського та Беати з Боґоріїв. Мав братів Клеменса, Томаша, Пйотра, Міколая. На початку XV століття писався «з Мокрського та Ніди».
1439 року Ян Бейзат разом із братом Пйотром, родичами Флоріаном із Пацанова та Анджеєм Мокрським були членами конфедерації Спитка з Мельштина.
Брав участь у військових діях в Угорщині 1440—1442 років. Від початку 1442 року виконував обов'язки надвірного маршалка за неприсутності біля короля під час військового походу маршалка коронного Міколая Лянцкоронського з Бжезя. 26 січня цього ж року в обозі під Братиславою король Владислав III записав Янові Бейзатові 300 гривень на селах Стара Могильниця та Войтовиці у Теребовлянському повіті. Щонайменше від 14 березня 1442 року до листопада 1460 року обіймав посаду хорунжого краківського.

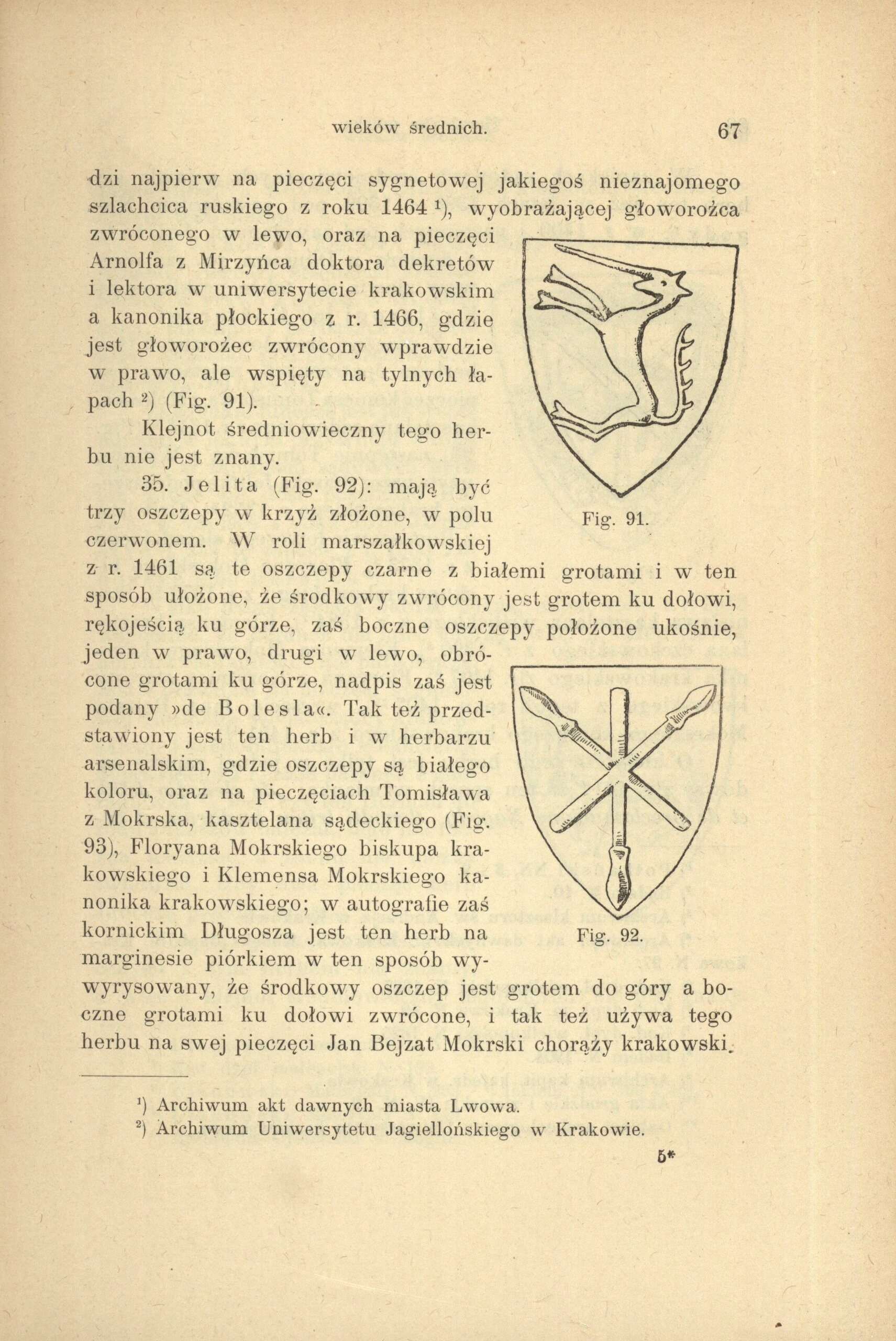
Схематичне зображення печатки хорунжого краківського Яна Бейзата з Мокрського 1451 р. (Fig. 92)

У листопаді 1449 року знову отримав номінацію на уряд надвірного маршалка, обіймав цю посаду принаймні до середини 1461 року. Проте, під час Тринадцятирічної війни, імовірно, за неприсутності Яна біля короля під час військових походів, цю посаду обіймали одночасно з ним також Ян зі Щекоцинів (1454—1455), Ян Куропатва (1455—1459) та Пйотр Дунін із Правковиців (1459—1463). Приблизно від 1550-х років Яна Бейзат почав вживати прізвище Мокрський. Збереглася його печатка як хорунжого краківського з 1451 року. На ній центральним елементом є три списи, складені в хрест, причому, середній спис спрямований вістрям угору, а бічні списи спрямовані вістрям униз.
1453 року Ян узяв у опіку Міколая, Пйотра й Ядвіґу, дітей Павла Одровонжа зі Спрови та їхні маєтності: Дзевенцьоли, частини в Дземенжицях і Ображейовицях у землі Краківській, та Ґури й Коморники в землі Сандомирській за сплату 80 гривень. 1555 року перебував у обозі в Пруссії.
1460 року Ян Бейзат брав участь в угоді між панами з околиць Ніди щодо мисливських угідь. 1462 року він був призначений каштеляном вішьлицьким, був ним до кінця життя. Помер 1465 року.

## Сім'я
З дружиною невідомого імені мали принаймні одну доньку Анну, якій її чоловік, бургграф краківський Жеґота з Пісарів, 1462 року призначив 200 гривень посагу та віно на половині маєтків.